# اوچیشتش
اوچیشتش (به لهستانی:  Ocieść) یک روستا در لهستان است که در گمینا رازانوو (شهرستان بیاووبژگی) واقع شده‌است. اوچیشتش ۲۱۰ نفر جمعیت دارد.